# Gračec
Gračec – wieś w Chorwacji, w żupanii zagrzebskiej, w gminie Brckovljani. W 2011 roku liczyła 1127 mieszkańców.